# ID (OpenStreetMap)
iD — бесплатный онлайн-редактор геоданных OpenStreetMap (OSM), созданный на JavaScript и выпущенный в 2013 году. Он предназначен для простого и удобного использования и используется в качестве редактора по умолчанию на главной странице OSM.

## Использование
Это самый популярный редактор OSM по количеству пользователей.
Функции iD включают в себя выбор пользовательских аэрофотоснимков и встроенную поддержку фотографий Mapillary.
Некоторые специализированные форки iD:
- Strava Slide, которая позволяет легко оптимизировать способы сопоставления GPS-треков, собранных пользователями Strava.
- iD-indoor, который предназначен для картографирования в помещении
- Mapeo, экспериментальный редактор для автономного картографирования в удаленных средах.
- RapiD, разработанный Facebook как инструмент импорта для просмотра и добавления дорог, обнаруженных с помощью запатентованных алгоритмов Facebook.

## История
До iD основным веб-редактором данных OpenStreetMap был редактор Potlatch 2 на основе Flash. Проект редактора iD был основан автором Potlatch 1 и 2 Ричардом Фэйрхерстом (Richard Fairhurst) 13 июля 2012 года и на конференции State of the Map 14 октября 2012 года.
В сентябре 2012 года Фонд имени Найтов объявил победителей конкурса Knight News Challenge: Конкурс данных. Команда из Development Seed/Mapbox была выбрана победителем в конкурсе на разработку новых инструментов для OpenStreetMap и получила грант в размере $575,000. С этой инвестицией Mapbox сотрудничал с Ричардом Фэйрхерстом для работы над iD. Первоначальный релиз iD под названием «Alpha0» вышел вскоре после этого, 22 декабря 2012 года.

### Название
Выбор iD в качестве названия связан с популярностью getElementById в JavaScript, сочетанием iPad с Système D, и данью уважения модели автомобиля Citroen iD. Он также должен был быть проще в написании, чем Potlatch.

## Техническая база
Этот редактор задумывался как реимплементация архитектуры Potlatch 2 в JavaScript с переработанным пользовательским интерфейсом. Единственным большим внутренним изменением был переход от архитектуры предустановленных XML-тегов к архитектуре, основанной на JSON.
В то время как первоначальные версии были основаны на фреймворке Dojo, iD теперь использует библиотеку D3.js для рендеринга, а основной режим рендеринга — через SVG. Её основная архитектура модульная и спроектирована так, чтобы легко использоваться в других инструментах на JavaScript для OpenStreetMap.

## Версии
| Ветка | Original release date | Версия  | Дата выхода        | Support Model     |
| ----- | --------------------- | ------- | ------------------ | ----------------- |
| Alpha | December 21, 2012     | Alpha 3 | February 23, 2013  |                   |
| Beta  | April 2, 2013         | Beta 1  | April 2, 2013      |                   |
| 1.0   | May 9, 2013           | 1.0.1   | May 10, 2013       | EOL (End-of-life) |
| 1.1   | August 9, 2013        | 1.1.6   | August 23, 2013    | EOL               |
| 1.2   | September 26, 2013    | 1.2.1   | September 30, 2013 | EOL               |
| 1.3   | October 24, 2013      | 1.3.10  | May 21, 2014       | EOL               |
| 1.4   | May 29, 2014          | 1.4.0   | May 29, 2014       | EOL               |
| 1.5   | July 8, 2014          | 1.5.4   | July 29, 2014      | EOL               |
| 1.6   | October 6, 2014       | 1.6.3   | February 10, 2015  | EOL               |
| 1.7   | February 11, 2015     | 1.7.4   | September 16, 2015 | EOL               |
| 1.8   | November 8, 2015      | 1.8.3   | December 11, 2015  | EOL               |
| 1.9   | March 1, 2016         | 1.9.4   | May 4, 2016        | Active            |
| 2.0   | November 15, 2016     | 2.0.2   | December 22, 2016  | Active            |
| 2.1   | February 4, 2017      | 2.1.3   | February 24, 2017  | Active            |
| 2.2   | May 9, 2017           | 2.2.2   | June 12, 2017      | Active            |